# Surigao del Sur State University

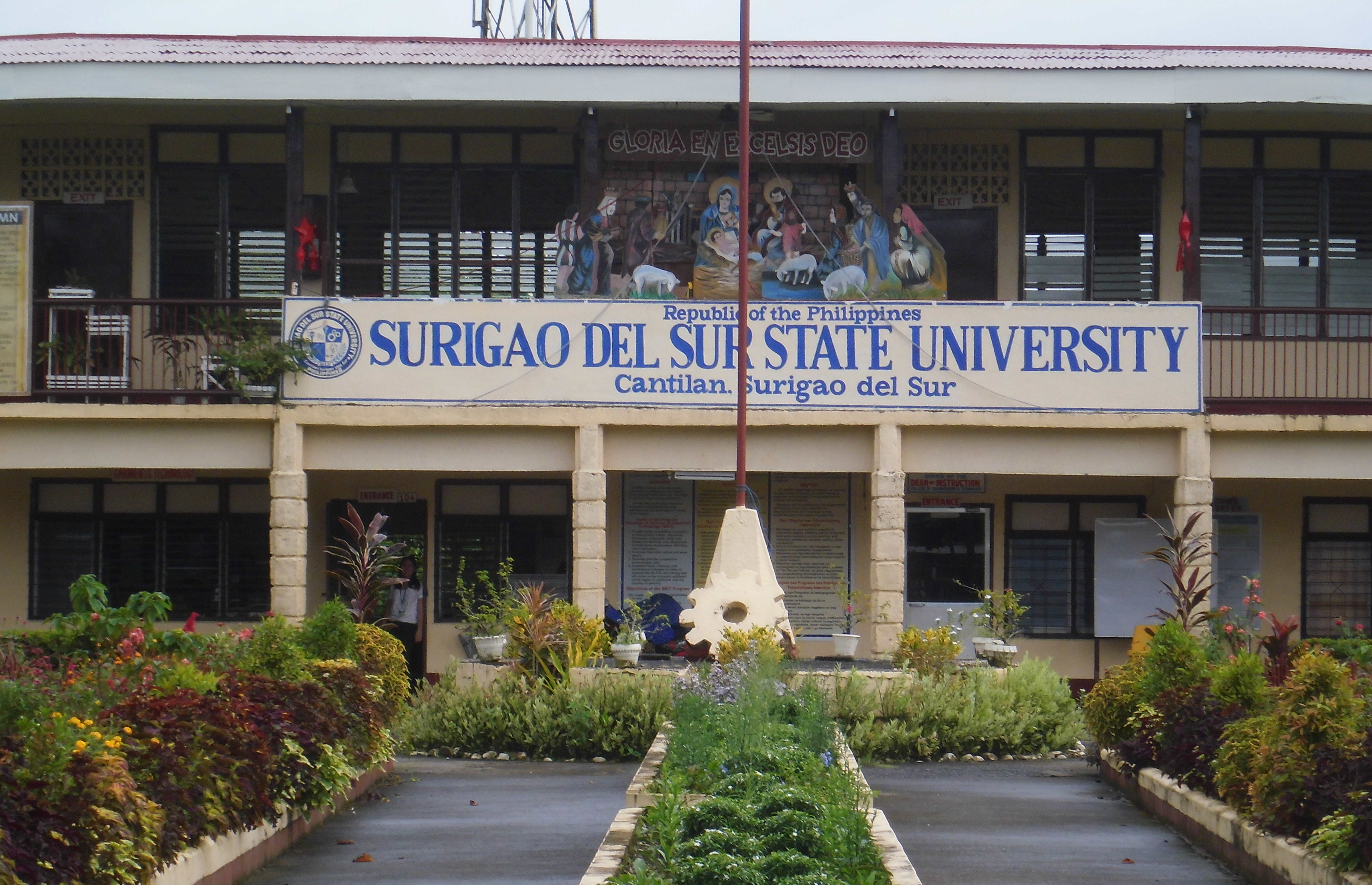
Campus der Universität in Cantilan

Die Surigao del Sur State University ist eine staatliche Hochschule in der Provinz Surigao del Sur auf den Philippinen. Sie gilt als eine bedeutende Bildungseinrichtung in der Verwaltungsregion Caraga. Die Universität ist aufgeteilt auf sechs Standorte in  den Gemeinden Tandag City, Cagwait, San Miguel, Lianga, Tagbina und Cantilan. Der Hauptsitz der Universität befindet sich am Tandag Campus, Barangay Rosario, in Tandag City. An der Universität schrieben sich im zweiten Semester 2011 9.247 Studenten ein.

## Fakultäten
Die Surigao del Sur State University beherbergt vier verschiedene Fakultäten, diese sind in Hochschul- und Fachschulbereiche sowie in der Berufsausbildung in Colleges gegliedert. Diese sind die Fakultäten Arts and Sciences, Business and Management, Engineering and Computer Studies und Teacher Education.

## Geschichte
Die Universität wurde am 22. Februar 2010 auf Grundlage des Republik-Gesetzes 9998 gegründet. Zuvor war sie als Surigao del Sur Polytechnic State College bekannt. Die Geschichte der Hochschule begann 1982, als das Bukidnon State College das Bukidnon External Studies Center als Außenstelle in Tandag City eröffnete. 1992 wurde daraus das Surigao del Sur Polytechnic College. In diese Bildungseinrichtung wurden die Cagwit School of Arts and Trades, das Surigao del Sur Institute of Fisheries and Aquaculture in Lianga, das Tago River Valley Institute of Agriculture in Tago und die Tagbina-Barobo National Agricultural High School in Tagbina integriert. Das Surigao del Sur Polytechnic College wurde 1998 aufgewertet durch das Republik-Gesetz 8628 und es entstand das Surigao del Sur Polytechnic State College. Im Jahr 2000 wurde das Surigao del Sur Institute of Technology in Cantilan in das State College integriert.